# Anapleus hagai
Anapleus hagai är en skalbaggsart som beskrevs av Ôhara 1994. Anapleus hagai ingår i släktet Anapleus och familjen stumpbaggar. Inga underarter finns listade i Catalogue of Life.